# リー・モーガン
リー・モーガン （英語: Edward Lee Morgan, 1938年7月10日 - 1972年2月19日）は、ジャズのトランペット奏者。アメリカ合衆国ペンシルベニア州フィラデルフィア生まれ。

## 来歴
ブルー・ノート・レーベルの代表的トランペッターである。1956年にディジー・ガレスピー楽団（1956年10月–1958年2月）に在籍し、その年には早くもブルー・ノートから『インディード!』でデビューし、その艶やかで伸びのある輝かしい演奏スタイルから天才トランペッター・クリフォード・ブラウンの再来とも呼ばれた。1957年3月24日に録音されたアルバム『リー・モーガン Vol. 3』の中の「アイ・リメンバー・クリフォード」の演奏で高い評価を得た。
1958年以降はアート・ブレイキー&ザ・ジャズ・メッセンジャーズにも所属し、トランペット奏者として、また一部の曲の作曲を手がけた。この時代の演奏では「モーニン」などが知られている。 
リー・モーガンのアルバムで特に有名なのは、1963年12月21日にレコーディングされてブルー・ノート・レーベルから発表された『ザ・サイドワインダー』で、ビルボードのLPチャートで25位まで上昇した。これは、当時のジャズ界では空前のヒット作であった。シングルのジャズ・ロック曲「ザ・サイドワインダー」は、8ビートをジャズにいち早く取り入れた楽曲の1つで、人気曲でもある。
1972年2月18日、リー・モーガンはニューヨークにあったジャズ・クラブ「スラッグス」でライブ演奏をしていたが、その2ステージ目と3ステージ目の合間の休憩時間に、年上の愛人（内縁の妻）ヘレン・モア (英語: Helen Moore) に拳銃で撃たれ、ただちに病院に移送されたが、ほぼ即死状態だった。33歳没。
2016年、この殺害事件の真相に迫ったドキュメンタリー映画『私が殺したリー・モーガン』が製作・公開され、同作は2017年に日本公開された。

## ディスコグラフィ（リーダー作）
| タイトル                                           | 録音年                      | レーベル       |
| -------------------------------------------------- | --------------------------- | -------------- |
| インディード!                                      | 1956年                      | ブルー・ノート |
| イントロデューシング・リー・モーガン               | 1956年                      | サヴォイ       |
| リー・モーガン Vol. 2(a.k.a. Lee Morgan Sextet)    | 1956年                      | ブルー・ノート |
| ディジー・アトモスフィア                           | 1957年                      | スペシャルティ |
| リー・モーガン Vol. 3                              | 1957年                      | ブルー・ノート |
| シティ・ライツ                                     | 1957年                      | ブルー・ノート |
| ザ・クッカー                                       | 1957年                      | ブルー・ノート |
| キャンディ                                         | 1958年                      | ブルー・ノート |
| ペッキン・タイム                                   | 1958年                      | ブルー・ノート |
| ヒアズ・リー・モーガン                             | 1960年                      | ヴィージェイ   |
| リー・ウェイ                                       | 1960年                      | ブルー・ノート |
| エクスプービデント                                 | 1960年                      | ヴィージェイ   |
| テイク・トゥエルヴ                                 | 1962年                      | ジャズランド   |
| ザ・サイドワインダー                               | 1963年                      | ブルー・ノート |
| サーチ・フォー・ザ・ニュー・ランド                 | 1964年                      | ブルー・ノート |
| トム・キャット                                     | 1964年 (発表 1980年)        | ブルー・ノート |
| ザ・ランプローラー                                 | 1965年                      | ブルー・ノート |
| ザ・ジゴロ                                         | 1965年                      | ブルー・ノート |
| コーンブレッド                                     | 1965年                      | ブルー・ノート |
| インフィニティ                                     | 1965年 (発表 1981年)        | ブルー・ノート |
| デライトフリー                                     | 1966年                      | ブルー・ノート |
| カリスマ                                           | 1966年                      | ブルー・ノート |
| ザ・ラジャー                                       | 1966年 (発表 1985年)        | ブルー・ノート |
| ゴッド・ブレス・ザ・チャイルド(Standards)          | 1967年 (発表 1998年)        | ブルー・ノート |
| ソニック・ブーム                                   | 1967年 (発表 1979年)        | ブルー・ノート |
| ザ・プロクラスティネイター                         | 1967年/1969年 (発表 1978年) | ブルー・ノート |
| ザ・シックスス・センス                             | 1967年                      | ブルー・ノート |
| タル                                               | 1968年 (発表 1980年)        | ブルー・ノート |
| キャランバ!                                        | 1968年                      | ブルー・ノート |
| ザ・サイドワインダーLIVE                           | 1970年                      | ブルー・ノート |
| リー・モーガン・ラスト・アルバム(The Last Session) | 1971年                      | ブルー・ノート |

## 参加アルバム

### 1956年録音
- Hank Mobley With Donald Byrd And Lee Morgan
- Jazz Message No.2 （ハンク・モブレー）

### 1957年録音
- Double Or Nothin' (H.Rumsey's Lighthouse All Stars & Charlie Persip's Jazz Statesmen)
- Dizzy Atmosphere （ディジー・ガレスピー）
- Birk's Works (Dizzy Gillespie-The Verve Big Band Sessions)
- Theory Of Art (Art Blakey And The Jazz Messengers)
- A Blowin' Session （ジョニー・グリフィン）
- Cliff Jordan （クリフォード・ジョーダン）
- Dizzy Gillespie & His Orchestra At Newport （ディジー・ガレスピー）
- Houseparty  （ジミー・スミス）
- Confirmation （ジミー・スミス）
- The Sermon! （ジミー・スミス）
- Last Chorus (Ernie Henry)
- Blue Train（ジョン・コルトレーン）

### 1958年録音
- Peckin' Time (Hank Mobley-Lee Morgan)
- Minor Move （ティナ・ブルックス）
- Monday Night At Birdland
- Another Monday Night At Birdland
- Moanin' (Art Blakey And The Jazz Messengers)
- Drums Around The Corner (Art Blakey And The Jazz Messengers)
- Benny Golson And The Philadelphians （ベニー・ゴルソン）
- Olympia Concert (Art Blakey And The Jazz Messengers)
- Des Femmes Disparaissent (Art Blakey And The Jazz Messengers)
- Au Club St. Germain (Art Blakey And The Jazz Messengers)

### 1959年録音
- Just Coolin' (Art Blakey And The Jazz Messengers)
- East Meets West (Ahmed Abdul-Malik)
- At The Jazz Corner Of The World (Art Blakey And The Jazz Messengers)
- Drums Around The World （フィリー・ジョー・ジョーンズ）
- Brass Shout （アート・ファーマー）
- Les Liaisons Dangereuses (Art Blakey And The Jazz Messengers)
- Kelly Great （ウィントン・ケリー）
- The Curtis Fuller Jazztet With Benny Golson (Curtis Fuller With Benny Golson)
- The Great Wide World Of Quincy Jones （クインシー・ジョーンズ）
- Introducing Wayne Shorter （ウェイン・ショーター）
- Africaine (Art Blakey And The Jazz Messengers)
- Au Théâtre des Champs-Élysées (Art Blakey And The Jazz Messengers)
- Paris Jam Session (Art Blakey And The Jazz Messengers)
- Sliding Easy （カーティス・フラー）

### 1960年録音
- The Big Beat (Art Blakey And The Jazz Messengers)
- The Young Lions (The Young Lions)
- Image Of Curtis Fuller （カーティス・フラー）
- A Night In Tunisia (Art Blakey And The Jazz Messengers)
- Like Someone In Love (Art Blakey And The Jazz Messengers)
- Meet You At The Jazz Corner Of The World (Art Blakey And The Jazz Messengers)

### 1961年録音
- A Day With Art Blakey 1961 (Art Blakey And The Jazz Messengers)
- Tokyo 1961 (Art Blakey And The Jazz Messengers)
- Pisces (Art Blakey And The Jazz Messengers)
- The Freedom Rider (Art Blakey And The Jazz Messengers)
- Roots & Herbs (Art Blakey And The Jazz Messengers)
- The Witch Doctor (Art Blakey And The Jazz Messengers)
- Art Blakey!!!!! Jazz Messengers!!!!! (Art Blakey And The Jazz Messengers)

### 1963年録音
- No Room For Squares （ハンク・モブレー）

### 1964年録音
- Evolution （グレイシャン・モンカー3世）
- Indestructible (Art Blakey And The Jazz Messengers)
- Art Blakey And The Jazz Messengers Play The Golden Boy (Art Blakey And The Jazz Messengers)
- Night Dreamer （ウェイン・ショーター）
- Mr. Natural （スタンリー・タレンタイン）
- 'S Make It (Art Blakey And The Jazz Messengers)
- Jazz Of The 60's Vol.2〜Blues Bag （バディ・デフランコ）

### 1965年録音
- The Night Of The Cookers （フレディ・ハバード）
- Soul Finger (Art Blakey And The Jazz Messengers)
- Hold On, I'm Coming （アート・ブレイキー）
- Dippin' （ハンク・モブレー）
- Jacknife （ジャッキー・マクリーン）
- Consequence （ジャッキー・マクリーン）
- A Caddy For Daddy （ハンク・モブレー）

### 1966年録音
- Mode For Joe （ジョー・ヘンダーソン）
- A Slice Of The Top （ハンク・モブレー）
- Straight No Filter （ハンク・モブレー）

### 1967年録音
- Third Season （ハンク・モブレー）
- Easterly Winds (Jack Wilson)
- Tender Moments （マッコイ・タイナー）

### 1968年録音
- Think! （ドクター・ロニー・スミス）
- Grass Roots (Andrew Hill)

### 1969年録音
- Turning Point （ドクター・ロニー・スミス）
- Mother Ship （ラリー・ヤング）
- The Prime Element （エルヴィン・ジョーンズ）
- Love Bug (Reuben Wilson)

### 1970年録音
- Greasy Kid Stuff! (Harold Mabern)
- Lift Every Voice (Andrew Hill)

### 1971年録音
- Flute In (ボビー・ハンフリー)

### 1972年録音
- Intensity (Charles Earland)
- Charles III (Charles Earland)
- Funk Fantastique (Charles Earland)

## 共演者
- グレイシャン・モンカー3世
- カーティス・フラー
- ハンク・モブレー
- ボビー・ハンフリー
- ペッパー・アダムス
- ビリー・ハーパー
- ジョージ・コールマン
- ベニー・モウピン
- ジョー・ヘンダーソン
- ジジ・グライス
- フィル・ウッズ
- ハロルド・メイバーン
- レイ・ブライアント
- ウィントン・ケリー
- バリー・ハリス
- マッコイ・タイナー
- ソニー・クラーク
- ハービー・ハンコック
- ダグ・ワトキンス
- ポール・チェンバース
- アート・テイラー
- ビリー・ヒギンズ
- フィリー・ジョー・ジョーンズ
- グラント・グリーン
- アート・ブレイキー